# Малката маркиза
„Малката маркиза“ е български документален филм от 2021 г. на режисьора Станислав Дончев.
Филмът представя биографията на Фани Попова-Мутафова, считана за най-продаваната авторка на български исторически романи на всички времена.
Поколения наред са били лишавани от възможността да опознаят българската история чрез романите на Фани Попова-Мутафова, наречена „Малката маркиза“ от собствения ѝ съпруг литературният критик Чавдар Мутафов. На 28-годишна възраст издава „Солунският чудотворец“, първата част от тетралогията за Второто българско царство, за рода Асеневци: „Солунският чудотворец“, „Дъщерята на Калояна“, „Йоан Асен II“, „Последният Асеневец“ („Боянският майстор“). Когато се появява на литературната сцена, вестниците пишат възторжено: „Вазов е достигнат“.